# Herr Raue reist!
Herr Raue reist! mit dem Untertitel So schmeckt die Welt ist eine deutsche Reise-Reportagenreihe und Kochsendung, die am 28. Oktober 2021 bei MagentaTV startete. In der Serie bereist der Sterne-Koch Tim Raue verschiedene Länder, um aus unterschiedlichen Küchen bekannte Gerichte mit den authentischen Versionen im Herkunftsland zu vergleichen.

## Format
In der Doku-Serie besucht Raue pro Folge ein Land, eine Stadt oder Region. Vorgestellt werden neben ortstypischen Speisen und Getränken auch die Kultur und Sehenswürdigkeiten. Den Abschluss bildet ein von ihm zusammengestelltes Vier-Gänge-Menü, das er in Berlin serviert. 

## Staffelübersicht
Es wurden bisher 39 Folgen gezeigt. Jede Region wird in zwei Folgen beleuchtet, seit der vierten Staffel in einer Folge.

### Staffel 1 (2021–2022)
- Istanbul: 28. Oktober 2021
- New Orleans: 25. November 2021
- Sizilien: 23. Dezember 2021
- Mexiko-Stadt: 27. Januar 2022
- Madrid: 24. Februar 2022
- Phuket: 24. März 2022

### Staffel 2 (2022–2023)
- Kapstadt: 8. September 2022
- Lissabon: 6. Oktober 2022
- Singapur: 3. November 2022
- Lyon: 1. Dezember 2022
- Rio de Janeiro: 5. Januar 2023
- Kreta: 2. Februar 2023

### Staffel 3 (2023–2024)
- Havanna: 15. September 2023
- Tokio & Okinawa: 12. Oktober 2023
- Vancouver: 9. November 2023
- St. Moritz: 14. Dezember 2023
- Warschau: 11. Januar 2024
- Marrakesch: 8. Februar 2024

### Staffel 4 (2024–2025)
- Namibia: 14. November 2024
- Steiermark: 12. Dezember 2024
- Hongkong: 9. Januar 2025[4]

## Produktion
Herr Raue reist! So schmeckt die Welt wurde von der Produktionsfirma Lodge of Levity entwickelt. Die Dreharbeiten zu den jeweiligen Folgen finden an den Originalschauplätzen statt. Die Zubereitung des Vier-Gänge-Menüs im Anschluss an jede Reise wird in Berlin in einem Kochstudio aufgenommen.
Die Serie ist Teil des Streamingportals MagentaTV. Seit Januar 2025 sind die Staffeln 1–3 auch bei RTL+ verfügbar. Staffel 1 des MagentaTV Originals startete im Jahr 2021, gefolgt von weiteren Staffeln in jährlichen Abständen.

## Begleitmaterial
Es ist ein Rezeptbuch zur Serie im Callwey Verlag erschienen.

## Auszeichnungen
Im Jahr 2022 wurde Herr Raue reist! So schmeckt die Welt für den Deutschen Fernsehpreis in der Kategorie „Bestes Factual Entertainment“ nominiert. Der Schlemmer Atlas 2022 zeichnete die Serie in der Kategorie „Entertainment des Jahres“ aus.